# Пономарёв, Александр Николаевич
Александр Николаевич Пономарёв (1918—1989) — заслуженный тренер РСФСР (фехтование).

## Карьера
Специализировался в фехтовании на шпагах. В 1949 году был чемпионом страны.

## Тренерская карьера
В 1946—1948 годах — Председатель Всесоюзной секции фехтования и рукопашного боя.
Руководил кафедрой фехтования и рукопашного боя ГЦОЛИФКа.

## Семья
Жена Анна Матвеевна — заслуженный мастер спорта СССР по фехтованию, пятикратный чемпион СССР.

## Книги
- Пономарев А. Н. Парные упражнения в подготовке фехтовальщика. — М.: Физкультура и спорт, 1968. — 102 с.
- Пономарев А. Н., Сайчук Л. В. Фехтование на шпагах. — М.: Физкультура и спорт, 1970. — 152 с.
- Пономарев А. Н. Фехтование: от новичка до мастера. — М.: Физкультура и спорт, 1987. — 144 с.